# Kunigunde von Savigny

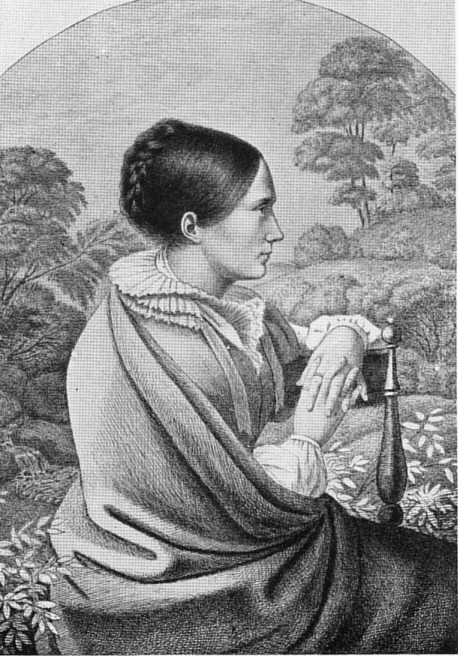
Gunda von Savigny geb. Brentano

Kunigunde von Savigny, geb. Brentano (* 8. Juli 1780 in Ehrenbreitstein; † 17. Mai 1863 in Berlin), genannt  Gundel und Gunda, war eine der Töchter des Frankfurter Kaufmanns Peter Anton Brentano und seiner zweiten Ehefrau Maximiliane von La Roche. Von ihrer Mutter schwärmte Goethe nachhaltig; ihre Großmutter Sophie von La Roche war eine bekannte Schriftstellerin.

## Leben
Nach dem frühen Tod der Mutter wuchsen die Geschwister getrennt voneinander auf. 1794 kam Gunda als 14-Jährige mit dreien ihrer Schwestern – Bettina, Lulu und Meline – in das Kloster der Ursulinen nach Fritzlar. Bereits zwei Jahre später kehrte Gunda aus dem Kloster nach Frankfurt zurück. Ein Jahr später starb ihr Vater Peter Anton Brentano.
Am 17. April 1804 heiratete Gunda in Meerholz den bekannten und vermögenden Juristen Friedrich Karl von Savigny. Das Paar hatte fünf Söhne, von denen zwei früh verstarben, sowie eine Tochter. Das Kindesalter überlebten Bet(t)ina (1805–1835), Franz (1808–1852; preußischer Kammergerichtsreferendar in Berlin), Carl Friedrich (1814–1875) und Leo (1820–1886; preußischer Kammerherr).
Von Gundas Mitarbeit an den wissenschaftlichen Werken Savignys zeugen die Materialsammlungen und Abschriften im handschriftlichen Nachlass.

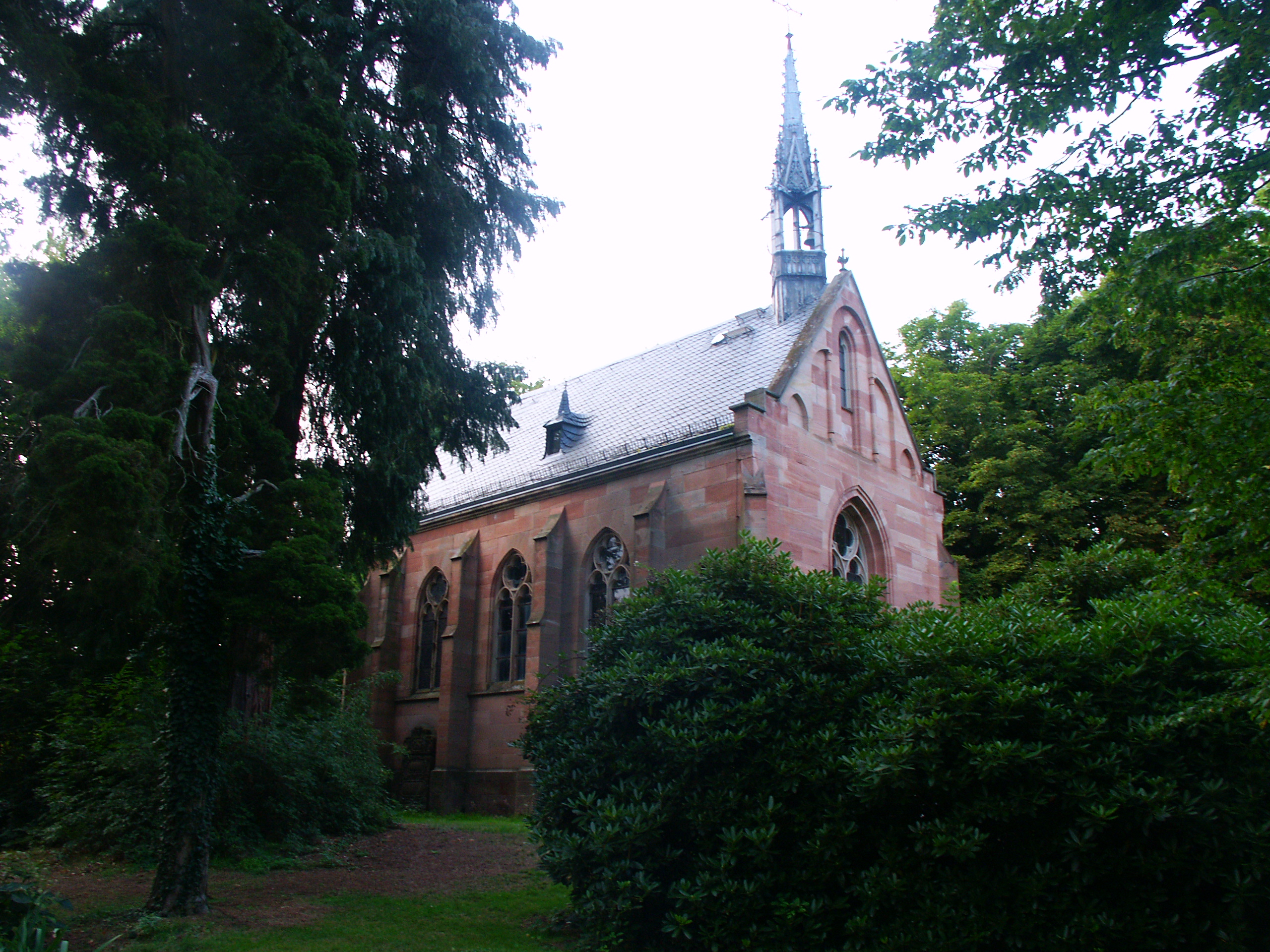
Kapelle des Hof Trages

Begraben ist sie mit ihrem Mann in der Kapelle des Hof Trages im hessischen Freigericht, gelegen zwischen dem Ortsteil Somborn und dem bayerischen Alzenau.